# Gantz Graf
Gantz Graf è un EP del duo di musica elettronica britannico Autechre, pubblicato nel 2002.

## Tracce
- CD/12"

1. Gantz Graf – 3:58
2. Dial. – 6:17
3. Cap.IV – 9:02

## Formazione
- Sean Booth
- Rob Brown